# Bughea de Sus (gmina)
Bughea de Sus – gmina w Rumunii, w okręgu Ardżesz. Obejmuje tylko jedną miejscowość Bughea de Sus. W 2011 roku liczyła 2997 mieszkańców.